# SV Parkstad
SV Parkstad is een amateurvoetbalvereniging uit Amsterdam, Noord-Holland, Nederland.

## Algemeen
De club ontstond in 2007 als gevolg van de fusie tussen de voetbalverenigingen DWG/Rombout en SC Sloterpark/AGS. De oprichtingsdatum van DWG/Rombout is aangehouden als oprichtingsdatum van de nieuwe club. De thuiswedstrijden worden op Sportpark De Eendracht in het stadsdeel Nieuw-West gespeeld.

## Standaardelftallen

### Zaterdag
Het standaardelftal in het zaterdagvoetbal speelde laatstelijk in het seizoen 2018/19 in de Vierde klasse van het KNVB-district West-I.
Dit team kwam in het seizoen 2016/17, na vier seizoenen onderbreking, weer in competitieverband uit. Het speelde in de Vierde klasse van West-I. In februari 2017 werd dit team door de KNVB uit de competitie gezet omdat het team bij drie wedstrijden niet was komen opdagen. Dit was het gevolg van het feit dat diverse leden niet aan hun contributieverplichtingen hadden voldaan en daardoor niet mochten spelen van de clubleiding. Het gevolg was dat in het seizoen 2017/18 reservevoetbal diende te worden gespeeld. Ook het seizoen 2018/19 werd niet afgerond, zodat in 2019/20 weer reservevoetbal diende te worden gespeeld.

#### Competitieresultaten 2005–2017
N.B. t.m 2007 DWG/Rombout
| 6 5A |

|  |

|  |

| 6 4D |

| 3 4C |

| 12 4C |

|  |

| 7 5B |

|  |

|  |

|  |

|  |

| xx 4B |

|  |

| - 4D |

| Vierde klasse | Vijfde klasse |

### Zondag
Het standaardelftal in het zondagvoetbal speelde laatstelijk in het seizoen 2015/16 in de Vijfde klasse van het KNVB-district West-I, dit nadat de Zesde klasse waarin de club in 2014/15 nog speelde werd opgeheven. Dat seizoen werd niet voltooid.

#### Competitieresultaten 2000–2016
N.B. t.m 2007 DWG/Rombout
| 9 5B |

| 10 5B |

| 3 5D |

| 11 5D |

| 4 5D |

| 2 5D |

| 6 5D |

| 10 5D |

|  |

| 4 6C |

| 2 6C |

| 7 5F |

|  |

| 8 6A |

| 10 6B |

| 9 6B |

| xx 5C |

| Vijfde klasse | Zesde klasse |

## SC Sloterpark/AGS
SC Sloterpark/AGS ontstond in 1989 als gevolg van de fusie tussen AGS/Olympus en SC Sloterpark. SC Sloterpark was opgericht op 5 februari 1957. AGS/Olympus was in 1965 het gevolg van de fusie tussen AGS (Amsterdamse Grafische Sportvereniging), opgericht op 1 september 1924 en Olympus, opgericht op 5 mei 1928.

### Competitieresultaten zondag 1997–2006
| 10 6A |

|  |

|  |

| 7 7B |

| 2 7A |

| 6 6D |

| 3 6D |

| 2 5D |

| 11 4E |

| 12 5F |

2004: de beslissingswedstrijd op 9 mei bij SDW om het klassekampioenschap in zondag 5D werd met 2-3 verloren van SDZ
| Vierde klasse | Vijfde klasse | Zesde klasse | Zevende klasse |

Voormalig: AFC "Sport" · Ambon · FC Amsterdam · V.V. Amsterdam · ASSV · VV De Beursbengels · FC Blauw-Wit Amsterdam · Blauw-Wit Osdorp · B.P.C. · CDW · FC Chabab · D.E.C. · VV DIB · D.N.C. · DWV · SC De Eland · Energia · SC Fenerbahçe · ASV De Germaan · KBV · N.E.C. '75 · AFC Neerlandia · Neerlandia/SLTO · New Amsterdam · FC Nieuwendam · SC Nieuwendam · ODOS · Oriënt · P en T · RAP · SCZ '58 · Sparta Amsterdam · Sporting Amsterdam · Sporting Noord · SV Osdorp · Osdorp/Sport · SLTO · Avv SPORT · Türkiyemspor · De Volewijckers · Volharding · SC Voorland · ZRC Herenmarkt